# 青年路 (上海市)
青年路是中華人民共和國上海市閔行區七寶鎮一條東西走向步行街，西起七莘路與青年支路相連，東至新鎮路，道路橫跨北橫涇，沿途有七寶老街。步行街全长0.8公里，始建於中華民国35年(1946年)，當時一些青年人將七宝教寺的护寺河香花浜填埋並修建道路，所以該道路得名青年路。1984年，道路向東西兩側延伸。